# Vroommm records
La Vroommm Records è stata un'etichetta discografica di genere jazz, dedicata alle colonne sonore ed ai dischi di sonorizzazione per film e per uso discoteca. Fondata a Milano, in Italia, era collegata alle edizioni musicali Leonardi di Milano. Il suo logo consisteva in una macchina di formula 3 di 3/4 affiancata dalla scritta "vroommm" in caratteri stampatelli, che crescevano di dimensioni. È stata attiva dal 1970 al 1976.

## Storia
La Vroommm aveva sede a Milano, e produsse solamente LP. Il primo uscito, nel 1972, è Aspetti Sociali degli Awake (codice VRL 601); l'ultimo è Allarme Ecologico di Riccardo Luciani (VRL 617). Le grafiche di copertina erano spesso estremamente scarne, e vi sono alcune lacune nei progressivi e incongruenze fra la progressione e gli anni di uscita, dovuti probabilmente a dischi poi non distribuiti e a LP stampati in ritardo rispetto al master oppure ristampati.
Fra i vari, si ricorda Tecnomania Sonora di Sergio Montori e Gian Paolo Chiti (VRL 602) e la colonna sonora L'uomo dagli occhiali a specchio di Sandro Brugnolini, del 1975.
Le registrazioni, il master e la stampa erano eseguite presso laboratori esterni. Dopo il 1976 cessò ogni attività.

## Discografia
Elenco degli Autori, Titoli, Supporti, Codici disco e Anno
| Autore                                | Titolo                                    | Supporto    | Codice  | Anno |
| ------------------------------------- | ----------------------------------------- | ----------- | ------- | ---- |
| Remigio Ducros                        | La Palla E' Rotonda (Il Calcio Nel Mondo) | (LP)        | VRL 605 | 1970 |
| Sergio Montori - Gian Paolo Chiti     | Tecnomania Sonora                         | (LP, Album) | VRL 602 | 1972 |
| A. Riccardo Luciani, Peymont          | Allarme Ecologico                         | (LP)        | VRL 617 | 1973 |
| Awake                                 | Aspetti Sociali                           | (LP)        | VRL 601 | 1974 |
| Vari                                  | Informatica (Electronic Sound Tracks)     | (LP)        | VRL 603 | 1974 |
| The Cabildos                          | Cross Fire                                | (LP, Album) | VRL 609 | 1974 |
| Sandro Brugnolini                     | L'Uomo Dagli Occhiali A Specchio          | (LP)        | VRL 614 | 1975 |
| A. R. Luciani                         | Ambiente e Musica                         | (LP)        | VRL 608 | 1976 |
| Remigio Ducros                        | La Palla è Rotonda (Viva Il Calcio)       | (LP)        | VRL 604 |      |
| Walter Rizzati - Libero Tosoni        | Flash n. 2                                | (LP, Album) | VRL 607 |      |
| Deschidado                            | Carosello Musicale n. 2                   | (LP)        | VRL 610 |      |
| Mario Molino and His Group            | Love                                      | (2xLP)      | VRL 611 |      |
| Luigi Bergonzi - Gianfranco Simonetti | Itinerario Campagnolo - Vol.11            | (LP, Album) | VRL 613 |      |
| Vari                                  | Arcobaleno in Musica                      | (LP)        | VRL 615 |      |
| Remigio Ducros                        | Cuba Libre                                | (LP, Album) | VRL 616 |      |